# Rasvosaaret
Rasvosaaret är en ö i Finland. Den ligger i sjön Hirvijärvi och i kommunerna Kuopio och Tervo och landskapet Norra Savolax, i den centrala delen av landet, 300 km norr om huvudstaden Helsingfors. Öns area är 0,5 hektar och dess största längd är 120 meter i öst-västlig riktning.  Notera att namnet antyder att det är fråga om flera öar.